# F-Lock

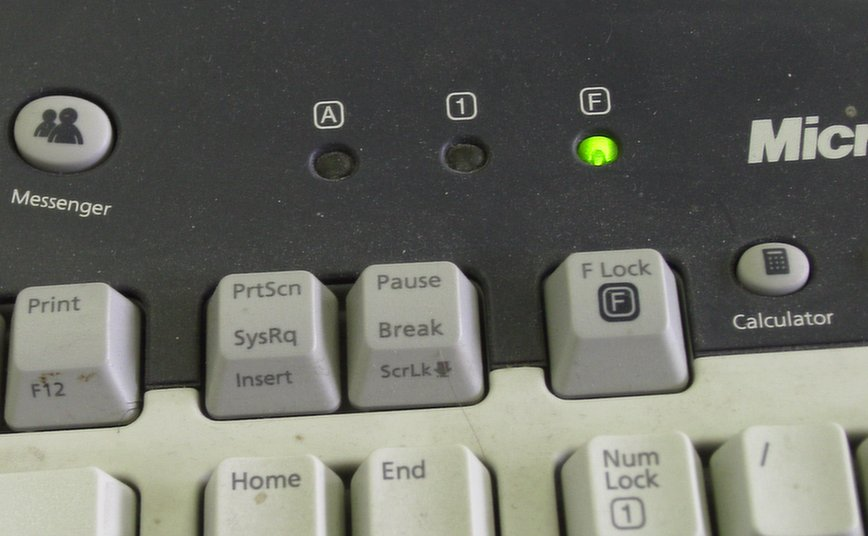

Клавиша F-Lock была введена компанией Microsoft в 2001 году. Она используется для переключения состояния функциональных клавиш. Если F-Lock включена, то клавиши от F1 до F12 имеют стандартные значения и используются текущими приложениями. Когда F-Lock выключена, клавиши имеют новые значения, к примеру F5 означает «открыть», F10 «произнести» и так далее. В ранних моделях клавиатур состояние F-Lock сбрасывалось при каждой перезагрузке компьютера, но в поздних моделях состояние сохранялось и после перезагрузки.
Другие производители клавиатур (такие как Logitech и Viewsonic) также имеют встроенную клавишу F-Lock на клавиатурах.

## Проблемы
Внедрение клавиши F-Lock встретило критику с нескольких точек зрения. Во-первых, новые значения были не интуитивными: нажатие такой клавиши как F4 не имело своего нормального значения, и, например, такое популярное сочетание как Alt+F4 уже не срабатывало.
Во-вторых, выбор вторичных функций клавиш мог казаться произвольным: тогда как клавиша F7 была традиционной клавишей для проверки орфографии (у Microsoft в пакете Office), на F(выкл)+F7 была возложена функция «ответа», а орфографическая проверка была перенесена на клавишу F(выкл)+F10. Этот факт подвергся жесткой критике со стороны некоторых комментаторов.
Нажатие F2 в проводнике Windows при попытке переименовать файл, приводило к отмене ранее выполненного действия, что потенциально могло привести к катастрофическим последствиям, если бы эта отмена осталась незамеченной.
Вследствие этих и некоторых других проблем в интернете было опубликовано несколько методов отключения этой клавиши.
Многие пользователи нашли обходной путь, использовав программу Microsoft Intellitype Pro, которая позволяла привязывать новые макросы и значения клавиш к функциональным и дополнительным клавишам. К примеру, привязка макроса '{Press <F1>}' к клавише F1 приводила к нормальному значению клавиши, без зависимости от состояния клавиши F-Lock.

## Функции
Новые значения функциональных клавиш при выключенном состоянии F-Lock.
| F1  | Помощь          |
| F2  | Отмена действия |
| F3  | Повтор действия |
| F4  | Создать         |
| F5  | Открыть         |
| F6  | Закрыть         |
| F7  | Ответить        |
| F8  | Переслать       |
| F9  | Отправить       |
| F10 | Произнести      |
| F11 | Сохранить       |
| F12 | Печать          |